# (5375) Siedentopf
(5375) Siedentopf  es un asteroide perteneciente al cinturón de asteroides, descubierto el 11 de enero de 1989 por Freimut Börngen desde el Observatorio Karl Schwarzschild, en Alemania.

## Designación y nombre
Siedentopf se designó inicialmente como 1989 AN6.
Más adelante fue nombrado en honor al astrónomo alemán Heinrich Siedentopf (1906-1963).

## Características orbitales
Siedentopf orbita a una distancia media del Sol de 3,1701 ua, pudiendo acercarse hasta 2,6230 ua y alejarse hasta 3,7172 ua. Tiene una excentricidad de 0,1725 y una inclinación orbital de 2,4395° grados. Emplea en completar una órbita alrededor del Sol 2061 días.

## Características físicas
Su magnitud absoluta es 13,4.